# Спасский, Анатолий Григорьевич
Анатолий Григорьевич Спа́сский (1895—1970) — советский металлург, специалист в области литейного производства.

## Биография
Родился в 1895 году в Бежице (ныне микрорайон Брянска). По окончании гимназии работал на вагоностроительном заводе, затем служил в РККА.
В 1922 году получил направление в МИНХ имени Г. В. Плеханова. После защиты диплома оставлен в качестве ассистента на кафедре металлографии, одновременно работал технологом на авиационном заводе.
С 1931 года доцент кафедры, в 1938—1962 годах зав. кафедрой литейного производства МИЦМиЗ имени М. И. Калинина, в 1953—1958 годах — зам. директора по научной работе. В 1938—1943 годах одновременно с преподавательской деятельностью работал главным инженером завода по обработке цветных металлов и директором института Гипроцветметобработка.
В 1962—1965 годах — ст. н. с. и заведующий лабораторией в институте Гиредмет. В 1965—1970 годах профессор кафедры литейного производства в Московском вечернем металлургическом институте.
Кандидат технических наук (1932), доктор технических наук (1952).

## Сочинения
- Спасский А. Г. Основы литейного производства : [учебное пособие для студентов металлург. высш. учебное заведений]. — М.: Металлургиздат, 1950. — 319 с.
- Цветное литье : Материалы науч. сессии / Всесоюз. науч. инж.-техн. о-во литейщиков ; Под ред. д-ра техн. наук проф. А. Г. Спасского. — 1954.

## Награды и премии
- Сталинская премия III степени (14 марта 1941) — за изобретение метода кристаллизации сплавов под давлением
- орден Трудового Красного Знамени
- орден «Знак Почёта»
- медали